# Towarzystwo Żołnierzy Armii URL
Towarzystwo Żołnierzy Armii URL (ukr. Товариство вояків Армії УНР) – emigracyjna organizacja ukraińska w Polsce w II poł. lat 20 i latach 30. XX wieku
Organizacja została utworzona w 1924 r. w Kaliszu, po likwidacji tamtejszego Obozu Internowania nr 10. Skupiała b. żołnierzy Armii Czynnej Ukraińskiej Republiki Ludowej, przebywających wcześniej w obozach dla internowanych. Była podporządkowana Rządowi Ukraińskiej Republiki Ludowej na Emigracji. Towarzystwem kierował gen. Pawło Szandruk. Zadaniem organizacji było prowadzenie pomocy materialnej, prawnej i moralnej ukraińskim wojskowym, a także działania kulturalno-oświatowe. W latach 30. siedziba Towarzystwa została przeniesiona do Warszawy. Powstały 4 oddziały w terenie. Organem prasowym był "Biuletyn Towarzystwa Żołnierzy Armii URL". Działalność organizacji zakończył atak wojsk niemieckich na Polskę 1 września 1939 r.